# هدر هانتر
هدر هانتر (انگلیسی: Heather Hunter؛ زاده ۱ اکتبر ۱۹۶۹) بازیگر پورنوگرافی پیشین اهل ایالات متحده آمریکا است که اکنون رپر، نقاش و نویسنده می‌باشد.